# Roville-devant-Bayon
Roville-devant-Bayon is een gemeente in het Franse departement Meurthe-et-Moselle (regio Grand Est) en telt 708 inwoners (2005). De plaats maakt deel uit van het arrondissement Nancy.

## Geografie
De oppervlakte van Roville-devant-Bayon bedraagt 4,4 km², de bevolkingsdichtheid is 160,9 inwoners per km².
De onderstaande kaart toont de ligging van Roville-devant-Bayon met de belangrijkste infrastructuur en aangrenzende gemeenten.

## Demografie
Onderstaande figuur toont het verloop van het inwonertal (bron: INSEE-tellingen).